# Florence La Badie
Florence La Badie, nata Florence Russ (New York, 27 aprile 1888 – Ossining, 13 ottobre 1917), è stata un'attrice statunitense del cinema muto.

## Biografia
Esordì nel 1909 in The Politician's Love Story, dove venne diretta da D.W. Griffith con il quale girò tutti i suoi primi film, dal 1909 al 1911. Il suo nome ai giorni nostri è quasi dimenticato, ma negli anni dieci è stata una delle stelle più fulgide del giovane cinema muto. La sua carriera fu spezzata da un incidente automobilistico in cui rimase coinvolta nell'agosto 1917. Stella della casa di produzione Thanhouser, la sua morte, avvenuta in ottobre, colpì gravemente lo studio, portandolo sull'orlo del fallimento. il suo ultimo film, The Man Without a Country, dove era stata diretta da Ernest C. Warde, era uscito nelle sale poco dopo l'incidente.

## Galleria d'immagini

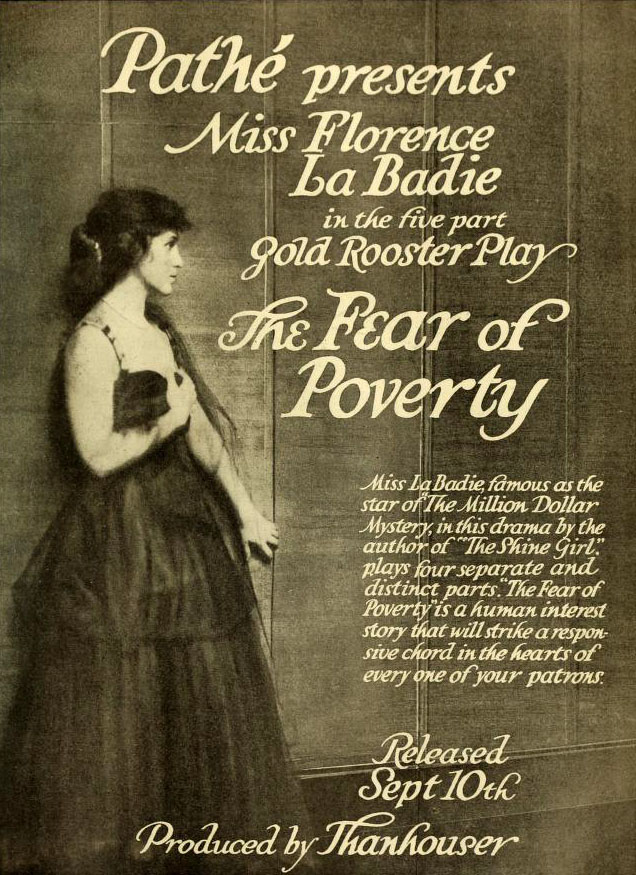
The Fear of Poverty (1916)
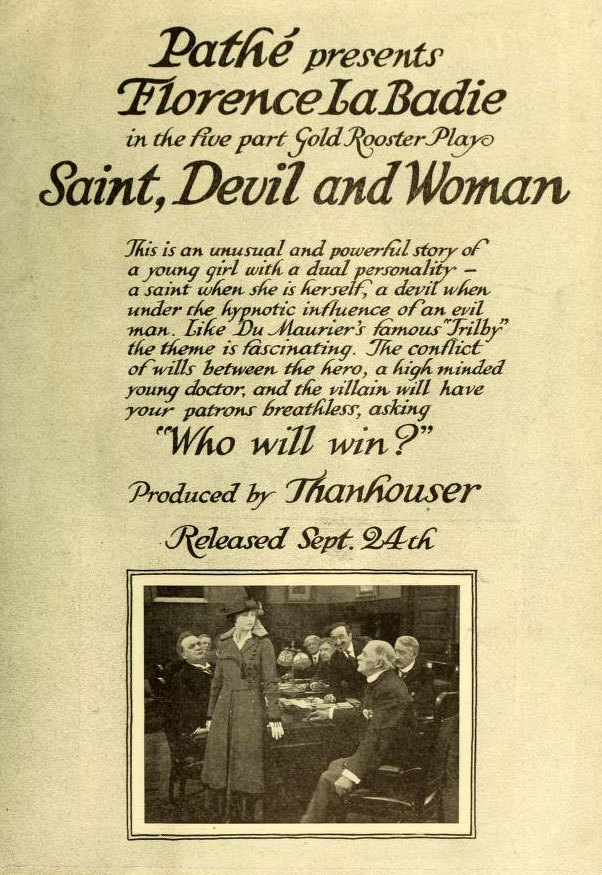
Saint, Devil and Woman (1916)
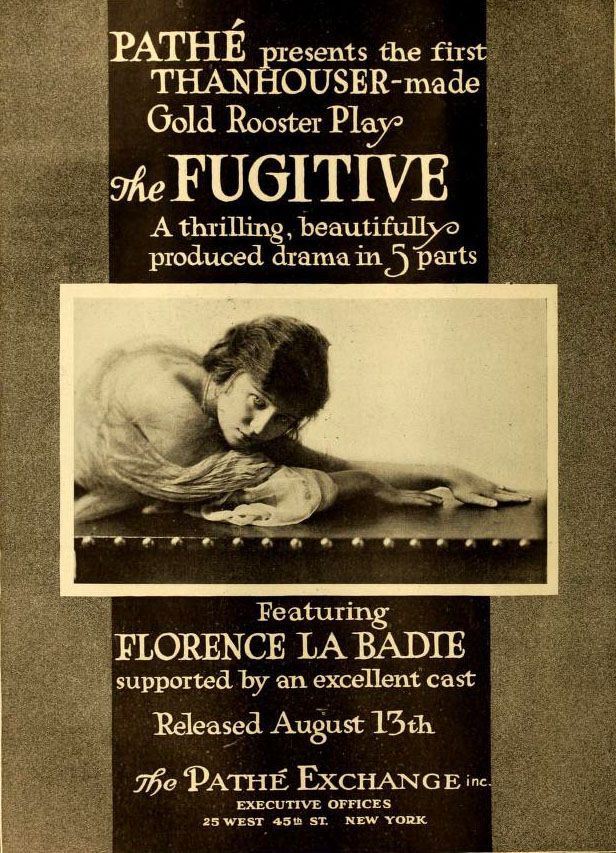
The Fugitive (1916)

## Filmografia (parziale)
Quando manca il nome del regista, questo non viene riportato nei titoli

### 1909
- The Politician's Love Story, regia di D.W. Griffith – cortometraggio (1909)
- The Salvation Army Lass, regia di D.W. Griffith – cortometraggio (1909)
- A Strange Meeting, regia di D.W. Griffith – cortometraggio (1909)
- The Seventh Day, regia di D.W. Griffith – cortometraggio (1909)
- Comata, the Sioux, regia di D.W. Griffith – cortometraggio (1909)
- Getting Even, regia di D.W. Griffith – cortometraggio (1909)
- In the Window Recess, regia di D.W. Griffith – cortometraggio (1909)
- Through the Breakers, regia di D.W. Griffith – cortometraggio (1909)

### 1910
- Taming a Husband, regia di D.W. Griffith – cortometraggio  (1910)
- Serious Sixteen, regia di D.W. Griffith – cortometraggio (1910)
- A Gold Necklace, regia di Frank Powell – cortometraggio (1910)
- The Troublesome Baby, regia di Frank Powell – cortometraggio (1910)
- After the Ball, regia di Frank Powell – cortometraggio (1910)

### 1911
- The Two Paths, regia di D.W. Griffith – cortometraggio (1911)
- The Diamond Star, regia di D.W. Griffith – cortometraggio (1911)
- The Spanish Gypsy, regia di D.W. Griffith – cortometraggio  (1911)
- The Broken Cross, regia di D.W. Griffith – cortometraggio (1911)
- Paradise Lost, regia di D.W. Griffith – cortometraggio (1911)
- Madame Rex, regia di D.W. Griffith – cortometraggio (1911)
- A Knight of the Road, regia di D.W. Griffith – cortometraggio (1911)
- How She Triumphed, regia di D.W. Griffith – cortometraggio (1911)
- The New Dress, regia di D.W. Griffith – cortometraggio (1911)
- The Manicure Lady, regia di Mack Sennett – cortometraggio (1911)
- Dave's Love Affair, regia di Mack Sennett – cortometraggio (1911)
- Enoch Arden: Part II, regia di D.W. Griffith – cortometraggio (1911)
- The Primal Call, regia di D.W. Griffith – cortometraggio  (1911)
- Her Sacrifice, regia di D.W. Griffith – cortometraggio  (1911)
- Fighting Blood, regia di D.W. Griffith – cortometraggio  (1911)
- The Thief and the Girl, regia di D.W. Griffith – cortometraggio  (1911)
- Bobby, the Coward, regia di D.W. Griffith – cortometraggio (1911)
- The Indian Brothers, regia di D.W. Griffith – cortometraggio (1911)
- The Smuggler – cortometraggio (1911)
- The Sorrowful Example, regia di D.W. Griffithv (1911)
- The Blind Princess and the Poet, regia  di D.W. Griffith – cortometraggio (1911)
- The Rose of Kentucky, regia di D.W. Griffith – cortometraggio  (1911)
- Swords and Hearts, regia di D.W. Griffith – cortometraggio  (1911)
- The Buddhist Priestess – cortometraggio (1911)
- In the Chorus – cortometraggio (1911)
- David Copperfield, regia di George O. Nichols[1] – cortometraggio (1911)
- The Satyr and the Lady – cortometraggio (1911)
- The Trail of Books, regia di D.W. Griffith  (1911)
- The Last of the Mohicans, regia di Theodore Marston – cortometraggio (1911)
- A Mother's Faith – cortometraggio (1911)
- A Master of Millions – cortometraggio (1911)
- The Baseball Bug – cortometraggio (1911)
- The Tempest, regia di Edwin Thanhouser – cortometraggio (1911)
- Beneath the Veil – cortometraggio (1911)
- Cinderella, regia di George Nichols – cortometraggio (1911)

### 1912
- Dr. Jekyll and Mr. Hyde (1912)
- Her Ladyship's Page (1912)
- East Lynne, regia di Theodore Marston (1912)
- As It Was in the Beginning (1912)
- The Trouble Maker (1912)
- The Silent Witness (1912)
- The Guilty Baby (1912)
- The Arab's Bride, regia di George Nichols (1912)
- Extravagance, regia di George Nichols (1912)
- Flying to Fortune, regia di George Nichols (1912)
- My Baby's Voice, regia di Lucius Henderson (1912)
- The Girl of the Grove, regia di George Nichols (1912)
- A Love of Long Ago, regia di George Nichols (1912)
- Rejuvenation, regia di George Nichols (1912)
- The Saleslady, regia di George Nichols (1912)
- Jilted (1912)
- Jess, regia di George Nichols (1912)
- The Ring of a Spanish Grandee, regia di George Nichols (1912)
- Whom God Hath Joined, regia di George Nichols (1912)
- Dottie's New Doll, regia di Lucius Henderson (1912)
- Called Back, regia di George Nichols (1912)
- In Blossom Time, regia di George Nichols (1912)
- Ma and Dad, regia di George Nichols (1912)
- Under Two Flags, regia di Lucius Henderson (1912)
- The Portrait of Lady Anne, regia di Lloyd Lonergan (1912)
- The Merchant of Venice, regia di Lucius Henderson (1912)
- Big Sister (1912)
- The Wrecked Taxi (1912)
- When a Count Counted, regia di Lloyd Lonergan (1912)
- Lucile, regia di Lucius Henderson (1912)
- The Voice of Conscience (1912)
- A Star Reborn (1912)
- Undine, regia di Lucius Henderson   (1912)
- Miss Robinson Crusoe (1912)
- When Mercy Tempers Justice
- Mary's Goat
- Petticoat Camp
- Through the Flames (1912)
- A Noise Like a Fortune
- The County's Prize Baby
- Aurora Floyd, regia di Theodore Marston (1912)
- The Race (1912)
- The Star of Bethlehem, regia di Lawrence Marston (1912)

### 1913
- A Poor Relation (1913)
- The Evidence of the Film, regia di Lawrence Marston e Edwin Thanhouser (1913)
- Some Fools There Were, regia di Lucius Henderson (1913)
- The Pretty Girl in Lower Five, regia di Lucius Henderson (1913)
- The Two Sisters (1913)
- The Way to a Man's Heart, regia di Lucius Henderson (1913)
- An Honest Young Man, regia di Lucius Henderson (1913)
- Won at the Rodeo, regia di Lucius Henderson (1913)
- Her Gallant Knights (1913)
- Cymbeline, regia di Lucius Henderson (1913)
- Retribution (1913)
- Rosie's Revenge (1913)
- Her Sister's Secret (1913)
- The Other Girl (1913)
- The Marble Heart (1913)
- In Their Hour of Need (1913)
- The Snare of Fate, regia di Lloyd Lonergan (1913)
- For the Man She Loved (1913)
- Tannhäuser, regia di Lucius Henderson (1913)
- In the Nick of Time (1913)
- Oh! Such a Beautiful Ocean (1913)
- The Lie That Failed (1913)
- An Unromantic Maiden, regia di Lloyd Lonergan (1913)
- The Ward of the King, regia di Eugene Moore (1913)
- The Message to Headquarters (1913)
- Redemption (1913)
- When the Worm Turned, regia di Lawrence Marston (1913)
- Life's Pathway, regia di Thomas N. Heffron (1913)
- Louie, the Life Saver, regia di Carl Gregory (1913)
- A Deep Sea Liar, regia di Carl Gregory (1913)
- A Peaceful Victory (1913)
- Beauty in the Seashell, regia di Carl Gregory (1913)
- The Mystery of the Haunted Hotel, regia di Carl Gregory (1913)
- A Twentieth Century Farmer (1913)
- The Water Cure (1913)
- The Junior Partner (1913)
- Little Brother (1913)
- The Blight of Wealth (1913)
- Curfew Shall Not Ring Tonight (1913)
- A Beauty Parlor Graduate (1913)
- The Head Waiter (1913)

### 1914
- Their Golden Wedding (1914)
- Adrift in a Great City (1914)
- Turkey Trot Town (1914)
- The Elevator Man (1914)
- Twins and a Stepmother (1914)
- The Success of Selfishness (1914)
- A Leak in the Foreign Office, regia di Frederick Sullivan (1914)
- Cardinal Richelieu's Ward, regia di Eugene Moore (1914)
- The Cat's Paw, regia di Frederick Sullivan (1914)
- A Debut in the Secret Service, regia di Frederick Sullivan (1914)
- A Mohammedan Conspiracy, regia di Frederick Sullivan (1914)
- The Somnambulist, regia di John W. Kellette (1914)
- From the Shadows (1914)
- The Million Dollar Mystery serial, regia di Howell Hansel (1914)
- Under False Colors (1914)
- The Adventures of a Diplomatic Freelance, regia di Frederick Sullivan (1914)

### 1915
- Graft vs. Love
- The Finger Prints of Fate
- The Smuggled Diamond
- The Adventure of Florence
- The Final Reckoning – cortometraggio (1915)
- The Duel in the Dark
- The Cycle of Hatred
- Bianca Forgets
- Monsieur Nikola Dupree
- God's Witness
- A Freight Car Honeymoon
- The Six-Cent Loaf
- The Country Girll, regia di Frederick Sullivan (1915)
- Crossed Wires, regia di Frederick Sullivan (1915)
- When the Fleet Sailed, regia di Frederick Sullivan (1915)
- Monsieur Lecoq (1915)
- Reincarnation
- A Disciple of Nietzsche
- The Price of Her Silence
- Mr. Meeson's Will
- All Aboard (1915)
- Her Confession

### 1916
- The Five Faults of Flo, regia di George Foster Platt (1916)
- What Doris Did, regia di George Foster Platt – cortometraggio (1916)
- Master Shakespeare, Strolling Player, regia di Frederick Sullivan (1916)
- The Fugitive, regia di Frederick Sullivan (1916)
- The Fear of Poverty, regia di Frederick Sullivan (1916)
- Saint, Devil and Woman, regia di Frederick Sullivan (1916)
- The Pillory, regia di Frederick Sullivan (1916)
- The Return of Draw Egan, regia di William S. Hart (1916)
- Divorce and the Daughter, regia di Frederick Sullivan (1916)

### 1917
- Her Life and His, regia di Frederick Sullivan (1917)
- When Love Was Blind, regia di Frederick Sullivan (1917)
- The Woman in White (o The Unfortunate Marriage), regia di Ernest C. Warde (1917)
- War and the Woman, regia di Ernest C. Warde (1917)
- The Man Without a Country, regia di Ernest C. Warde (1917)